# جائزة كندا الكبرى 1982
جائزة كندا الكبرى 1982 هو سباق فورمولا 1 أقيم بتاريخ 13 يونيو 1982 في حلبة جيل فيلنوف، مونتريال، كيبك، كندا. كان الثامن من أصل 16 في بطولة العالم لسباقات الفورمولا واحد موسم 1982. حلّ البرازيلي نيلسون بيكيه أولا بينما جاء الإيطالي ريكاردو باتريس في المركز الثاني وحصل على المركز الثالث البريطاني جون واتسون.